# Comuna Sîmonî, Iemilciîne
Sîmonî (în ucraineană Симонівська сільська рада) este o comună în raionul Iemilciîne, regiunea Jîtomîr, Ucraina, formată din satele Bridok, Cervonîi Bir și Sîmonî (reședința).

## Demografie
Componența lingvistică a comunei Sîmonî
     Ucraineană (98,82%)
     Rusă (1,05%)
     Alte limbi (0,13%)
Conform recensământului din 2001, majoritatea populației comunei Sîmonî era vorbitoare de ucraineană (98,82%), existând în minoritate și vorbitori de rusă (1,05%).